# Volkswagen Arena
El Volkswagen Arena és un estadi multiusos de la ciutat de Wolfsburg (Baixa Saxònia, Alemanya), que acull el club de futbol del VfL Wolfsburg. Construït a la tardor del 2002 i amb capacitat per a 30.000 espectadors. El nom deriva del principal patrocinador de l'estadi i del VfL Wolfsburg, Volkswagen. Va reemplaçar a l'antic VFL Stadion.

## Característiques
- Cost: volum d'inversió de 53 milions d'euros (pagat al 50% per Volkswagen i Wolfsburg AG segons es va plantejar).
- Propietari de l'estadi: Wolfsburg AG.
- Aforament: 30.000 seients coberts. Seients per a 80 persones en cadires de rodes més un acompanyant.
- Sostre: la grada està completament coberta per un sostre translúcid. Es pot cobrir tot el terreny de joc amb coberta retràctil.
- Llotges: 32 llotges de 10 persones, tribuna de convidats d'honor per a 80 persones, 1.200 places a servei d'empreses.
- Superfície de joc: pot girar 90 graus en direcció nord-sud, cada meitat cap a les zones adjacents a l'estadi. Tant la gespa del camp de joc, com el del camp d'entrenament tenen calefacció.

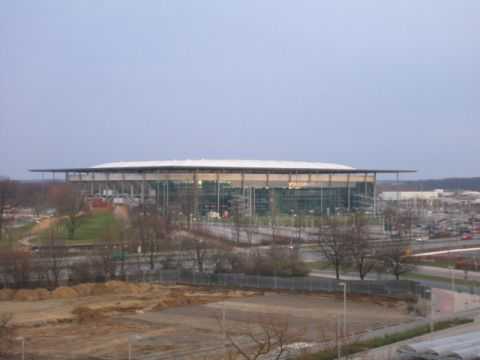
Volkswagen-Arena (Vista Oest)
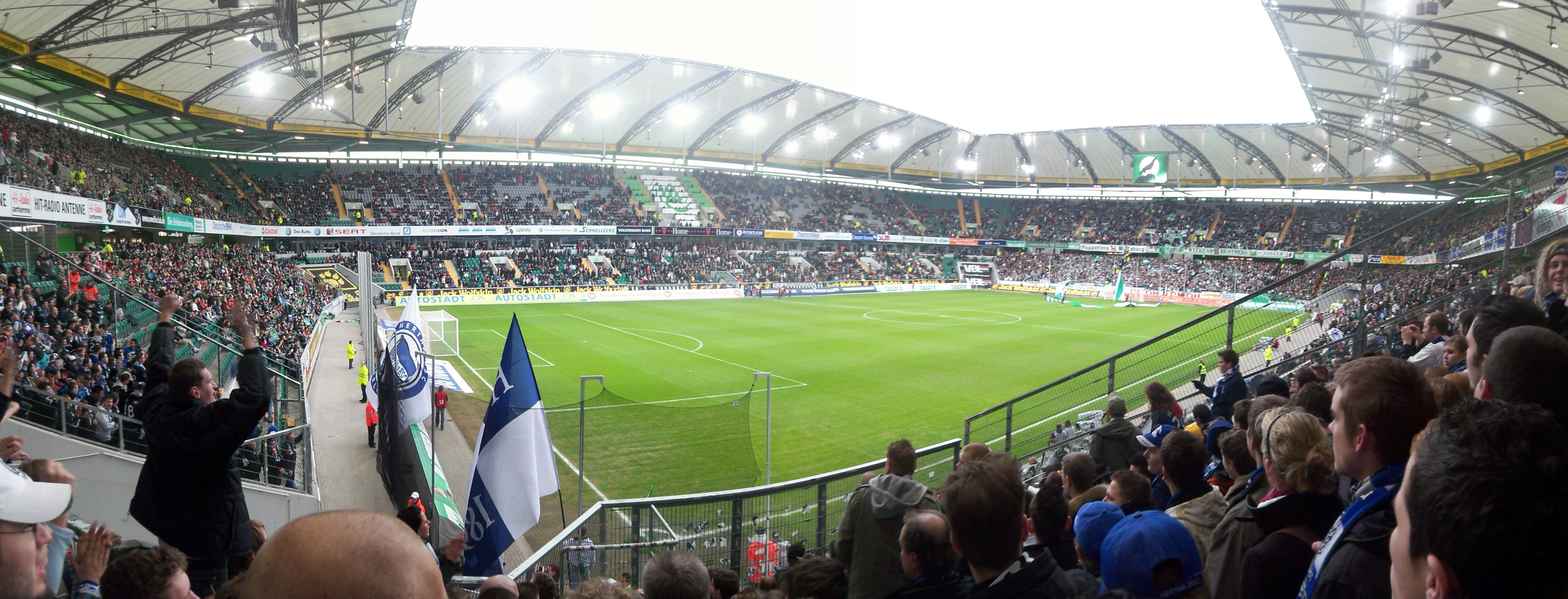
Vista interior des del corner

## Competicions internacionals
El primer i únic partit disputat per Alemanya en el Volkswagen Arena va ser l'1 de juny del 2003. Tenint com a rival al Canadà, al qual va derrotar per 4-1.
També es va disputar un altre partit internacional el 3 de juny del 2006, en vigílies de la Copa del Món de Futbol de 2006 d'Alemanya, van jugar Polònia i Croàcia. Polònia va guanyar el partit per 1-0.
El Volkswagen Arena va ser una de les seus de la Copa del Món de Futbol Femenina del 2011.

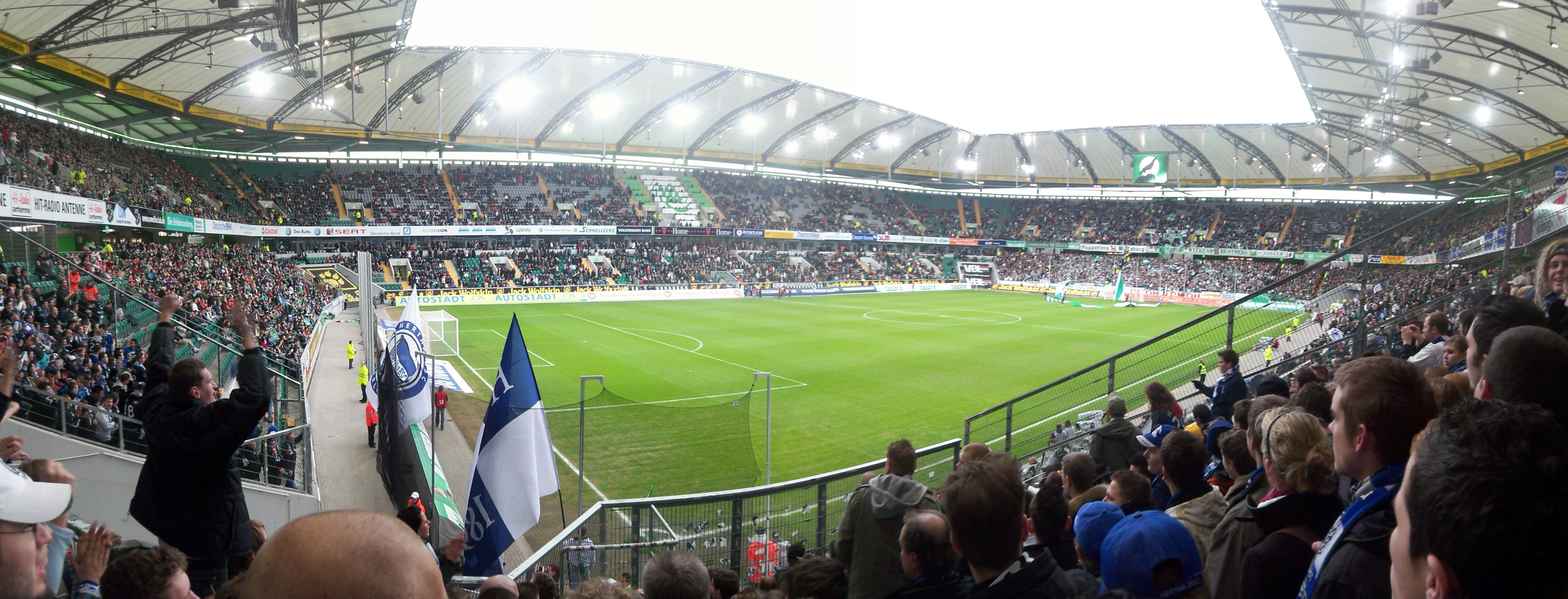
Vista panoràmica de l'estadi.